# Admiraal Gorsjkov (schip)

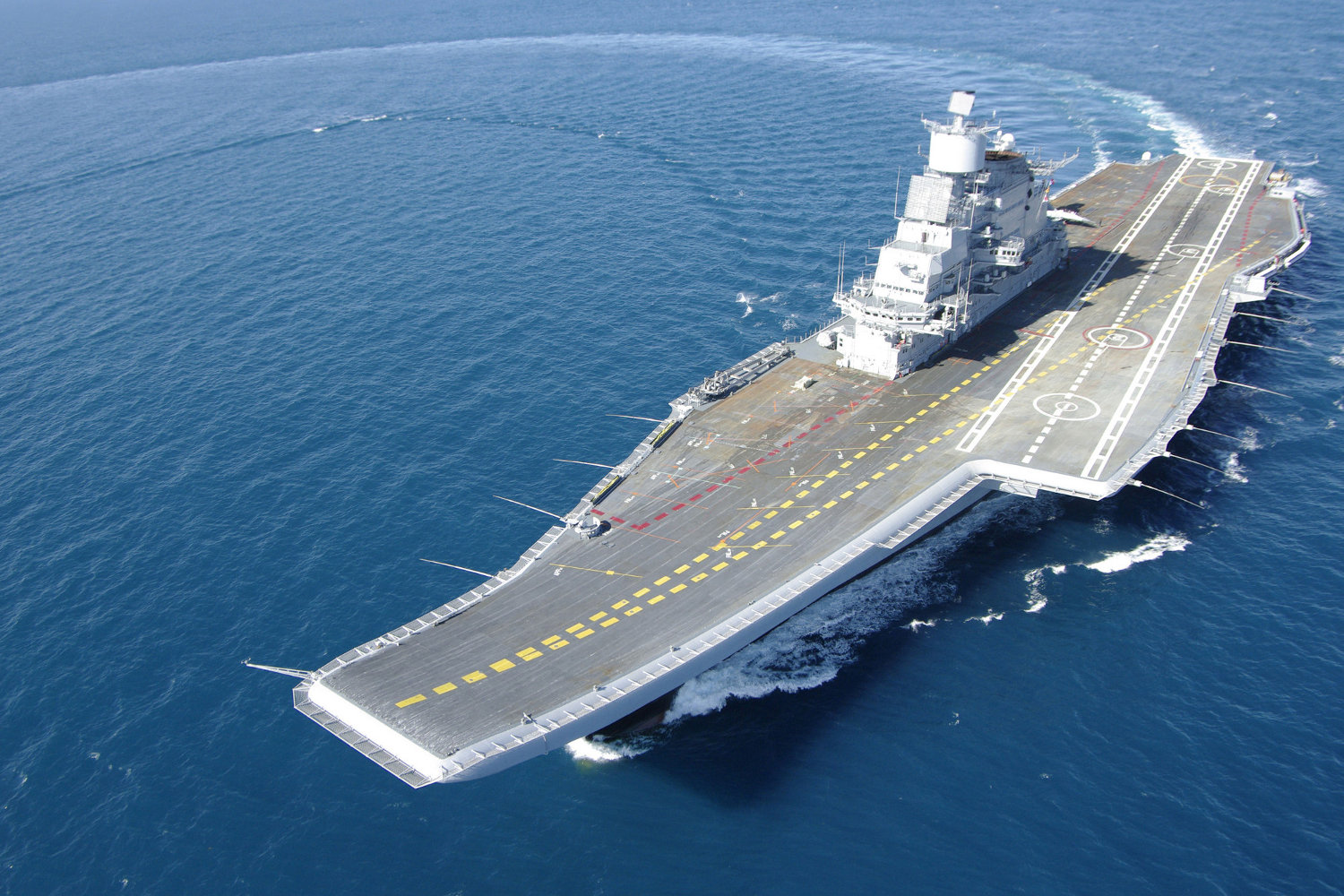
testvaart INS Vikramaditya (2013)

De Admiraal Gorsjkov (Russisch: Адмирал Горшков) was een vliegdekschip van de Russische Marine. Oorspronkelijk Bakoe genoemd, was ze de vierde van het Project-1143 vliegtuigdragende kruisers, bekend als de Kiev klasse. De kiel werd gelegd in 1978, te water gelaten in 1982 en in dienst gesteld in 1987. In termen van bewapening was de Baku gebouwd met een aangepast ontwerp ten opzichte van de andere drie Kiev-klasse schepen, maar ze had eenzelfde vloot aan vliegtuigen aan boord, bestaande uit een squadron van twaalf Jak-38 'Forger' V/STOL-vliegtuigen, twaalf Ka-27 'Helix-A' ASW/SAR-helikopters en twee Ka-31 'Helix' AEW-helikopters.
Bij de val van de Sovjet-Unie, werd Bakoe, waar het schip naar vernoemd was, onderdeel van het onafhankelijke Azerbeidzjan, en het schip werd hernoemd tot Admiraal Gorsjkov, als ode aan Sergej Gorsjkov, commandant van de Sovjet Marine tijdens de Koude Oorlog. In 1994, na een explosie in de boilerkamer, werd het schip een jaar gedokt voor reparaties. Hoewel ze terug in dienst kwam in 1995, werd ze in 1996 uiteindelijk uit dienst genomen en te koop aangeboden.

## Verkocht aan India
Na jaren van onderhandelingen, tekenden op 20 januari 2004 India en Rusland de overeenkomst tot het kopen van het vliegdekschip Admiraal Gorsjkov, samen met twaalf een-zits MiG-29K 'Fulcrum-D' en vier twee-zits MiG-29KUB, evenals faciliteiten en procedures voor het trainen van piloten en technische staf, levering van simulators, reserve onderdelen en onderhoud op Indiase Marine faciliteiten.
India zal ongeveer $800 miljoen spenderen voor het updaten en uitrusten van het schip. Opwaardeerplannen bevatten onder meer het strippen van alle wapens van het voordek om plaats te maken voor een Short Take-Off But Arrested Recovery configuratie, met een 14,3 graden ski-jump op de boeg, en drie remkabels op het schuine stuk, waardoor het mogelijk wordt te landen met de MiG-29K en de Sea Harrier. Nog eens $700 miljoen gaan naar de aankoop van 16 MiG-29K, 6 Kamov Ka-31 aanvals-, verkennings- en anti-onderzeeërhelikopters, torpedobuizen, raketsystemen en artillerie eenheden.
Het schip is in 2013 bij de Indiase marine in gebruik genomen, waarbij het hernoemd is naar INS Vikramaditya.